# Bruce Palmer

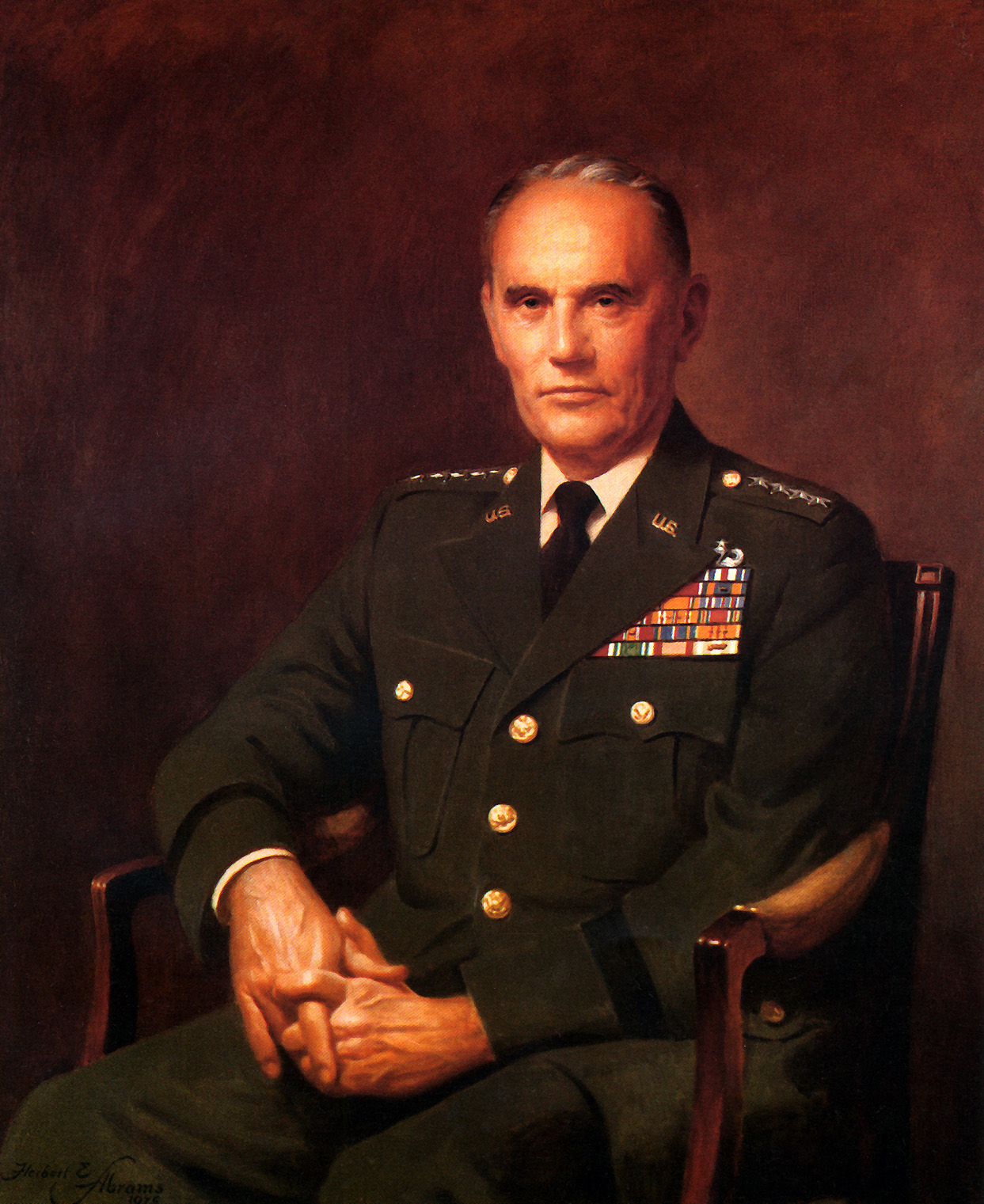
General Bruce Palmer, Jr.

Bruce Palmer, Jr. (* 13. April 1913 in Austin, Texas; † 10. Oktober 2000) war ein US-amerikanischer General der US Army, der unter anderem zwischen 1968 und 1973 Vice Chief of Staff of the Army sowie 1972 für einige Zeit kommissarischer Chief of Staff of the Army war.

## Leben

### Offiziersausbildung und Zweiter Weltkrieg
Palmer, Sohn von Brigadegeneral Bruce Palmer, Sr. und dessen Ehefrau Madeline Harding Palmer, begann nach dem Schulbesuch eine Offiziersausbildung an der US Military Academy in West Point, die er 1936 abschloss. Danach war er zwischen 1936 und 1939 Leutnant bei dem in Fort Bliss stationierten 8. Kavallerieregiment. Nach seiner Beförderung zum Oberleutnant im Juni 1939 war zwischen Juni und September 1939 Adjutant dieses Regiments und 1940 Absolvent der Kavallerieschule in Fort Riley. Im Anschluss war er im Zweiten Weltkrieg von 1940 bis 1942 erst Truppführer und danach Schwadronschef des 6. Mechanisierten Kavallerieregiments und erhielt dort im Oktober 1940 den vorübergehenden Rang (Temporary Rank) als Hauptmann sowie im Februar 1942 den vorübergehenden Rang als Major. Anschließend fand er von 1942 bis 1943 Verwendung in der Operationsabteilung des Generalstabes im Kriegsministerium. Im Februar 1943 erhielt er den vorübergehenden Rang als Oberstleutnant und war danach zwischen 1944 und 1945 Chef des Stabes der im Südpazifikraum eingesetzten 6. Infanteriedivision (6th Infantry Division). Im Januar 1945 erhielt er den vorübergehenden Rang als Oberst. Für die Verdienste als Stabschef der 6. Infanteriedivision wurde ihm der Legion of Merit sowie am 3. Juli 1945 der Silver Star verliehen. 

### Nachkriegszeit und Einsatz in Korea sowie der Dominikanischen Republik

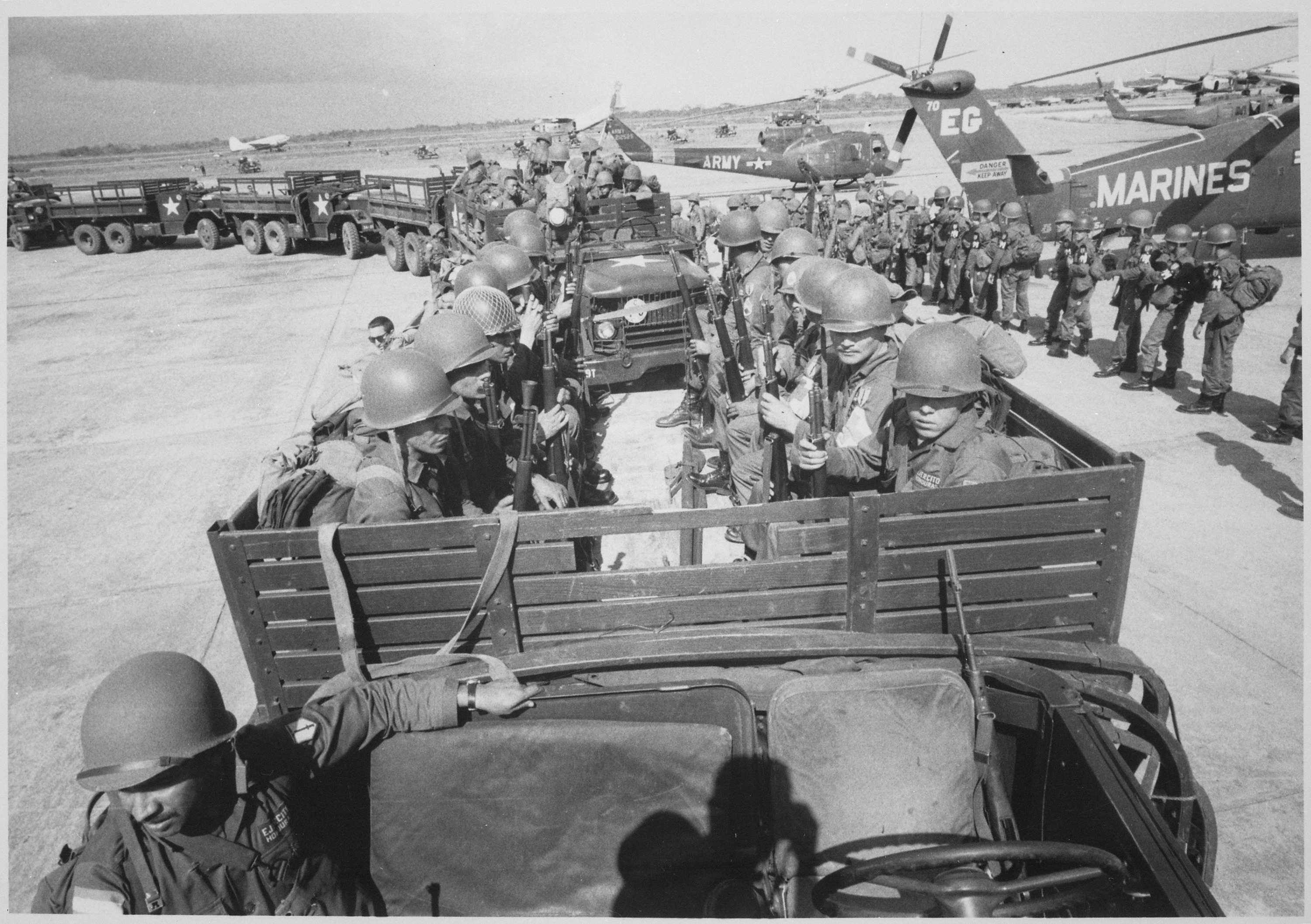
Honduranische Soldaten der Interamerikanische Friedenstruppe treffen in der Dominikanischen Republik ein, 1965

Nach Kriegsende war Palmer während der Besetzung Koreas von 1945 bis 1946 Kommandeur des 63. Infanterieregiments und erhielt im Juni 1946 seine Beförderung in den ständigen Rang (Permanent Rank) als Hauptmann. Während seiner Verwendung zwischen 1947 und 1949 als Chef für Planung und Operationen der 1. US-Armee (First US Army) folgte im Juli 1948 seine Beförderung in den ständigen Rang als Major. Neben seiner Tätigkeit von 1949 bis 1951 als Taktiklehrer und Leiter der Ausbildung an der Infanterieschule (US Army Infantry School) in Fort Benning schloss er auch seine Fallschirmjäger-Ausbildung ab. Zudem war er 1952 Absolvent des US Army War College in Carlisle und danach zwischen 1952 und 1954 Sekretär des Generalstabes und des Leiters der Planungsabteilung der in Europa stationierten 7. US-Armee (Seventh US Army). Dort folgte im Juli 1953 seine Beförderung in den ständigen Rang als Oberstleutnant. Im Anschluss war er von 1954 bis 1955 Kommandeur des 16. Infanterieregiments sowie zwischen 1955 und 1957 Mitglied der Fakultät des US Army War College, ehe von 1955 bis 1957 eine Verwendung als stellvertretender Sekretär des Generalstabes und als Verbindungsoffizier zum Weißen Haus folgte.
Im August 1959 erhielt Palmer den vorübergehenden Rang als Brigadegeneral und war daraufhin zwischen 1959 und 1961 stellvertretender Kommandant des US Army War College. Anschließend fungierte er zwischen 1961 und 1962 als stellvertretender Kommandeur der in Fort Bragg stationierten 82. Luftlandedivision (82nd Airborne Division) und erhielt dort im Juni 1961 den ständigen Rang als Oberst sowie im Mai 1962 den vorübergehenden Rang als Generalmajor. Daraufhin war er zwischen 1962 und 1963 Chef des Stabes der in Korea stationierten 8. US-Armee (Eighth US Army) sowie im Anschluss von 1963 bis 1964 Assistent des stellvertretenden Chefs des Stabes für Planung und Operationen, ehe er von 1964 bis 1965 schließlich selbst stellvertretender Chef des Stabes für militärische Operationen war. In diesen Verwendungen erfolgten im Februar 1963 seine Beförderung in den ständigen Rang eines Brigadegenerals sowie im Juli 1964 in den vorübergehenden Rang eines Generalleutnants. Zudem wurde ihm wegen seiner dortigen Verdienste erstmals die Army Distinguished Service Medal verliehen. 
Während der Operation Power Pack, einer multinationalen, von den USA geführten und vom 28. April 1965 bis zum 21. September 1966 andauernden militärischen Intervention in der Dominikanischen Republik, fungierte er als Kommandeur der Eingriffskräfte (Task Force 120) sowie der dort eingesetzten US-Landstreitkräfte. Im Anschluss war er noch bis Januar 1966 Kommandeur der US-Streitkräfte sowie stellvertretender Kommandeur der aus den USA sowie sechs weiteren Staaten der Organisation Amerikanischer Staaten bestehenden Interamerikanischen Friedenstruppe in der Dominikanischen Republik. Er wurde wegen seiner dortigen Verdienste erneut mit der Army Distinguished Service Medal ausgezeichnet. 

### Vietnamkrieg und kommissarischer Chief of Staff of the Army
In der Folgezeit fungierte Palmer zwischen 1965 und 1967 als Kommandierender General des bereits in der Operation Power Pack eingesetzten XVIII. Luftlandekorps (XVIII Airborne Corps). Danach war er von 1967 bis 1968 im Vietnamkrieg Kommandeur der II. Feldstreitkräfte (II Field Force, Vietnam) sowie als stellvertretender Kommandeur der dort eingesetzten Verbände der US Army (United States Army, Vietnam). Aufgrund seiner Verdienste in diesen Verwendungen erhielt er ebenfalls die Army Distinguished Service Medal. Im August 1968 wurde er in den vorübergehenden Rang eines Generals befördert und übernahm daraufhin am 1. August 1968 von General Ralph E. Haines, Jr. den Posten als stellvertretender Chef des Stabes des US-Heeres (Vice Chief of Staff of the Army) und bekleidete diesen bis zum 30. Juni 1972, woraufhin später General Alexander Haig sein Nachfolger wurde. Für die dortigen Verdienste erhielt er erneut die Army Distinguished Service Medal.
Zugleich war er als Nachfolger von General William Westmoreland zwischen dem 1. Juli 1972 und seiner Ablösung durch General Creighton W. Abrams am 11. Oktober 1972 kommissarischer Chef des Stabes des US-Heeres (Chief of Staff of the Army). Während dieses Interregnums hatte er die Aufsicht über die kontinuierliche Verringerung der US-Armee in Vietnam und die heeresweiten Neuerungen sowie für die Vorbereitung für Reform der Heeresorganisationsstruktur. Zuletzt war er als Nachfolger von General John L. Throckmorton zwischen 1973 und seiner Ablösung durch General John J. Hennessey 1974 Oberkommandierender des US-Bereitschaftskommandos REDCOM (US Readiness Command). Für seine dortigen Verdienste wurde ihm die Air Force Distinguished Service Medal sowie abermals die Army Distinguished Service Medal verliehen. Im September 1974 schied er aus dem aktiven militärischen Dienst aus.
Nach seinem Tode wurde Palmer auf dem Nationalfriedhof Arlington beigesetzt.

### Auszeichnungen
Auswahl der Dekorationen, sortiert in Anlehnung der Order of Precedence of the Military Awards:
- Army Distinguished Service Medal (5  ×)
- Air Force Distinguished Service Medal
- Silver Star
- Legion of Merit